# Batalla de Túnez (310 a. C.)
La batalla de Túnez fue un enfrentamiento entre el Ejército de Cartago dirigidas por Hannón y Bomílcar I de Cartago contra los griegos sicilianos, liderados por el tirano de Siracusa Agatocles.
Ambos ejércitos se atacaron entre sí frontalmente. Al mando del ala derecha cartaginesa se encontraba Bomílcar, mientras Hannón dirigió el batallón sagrado, un cuerpo escogido de infantería de nativos cartagineses compuesto por 2.500 hombres, que se enfrentaron contra 1.000 hoplitas griegos. Hannón murió en el enfrentamiento, y los cartagineses comenzaron a retirarse.
Según Marco Juniano Justino, los cartagineses perdieron en la batalla 3.000 hombres, mientras que los griegos perdieron 2.000, aunque Diodoro Sículo menciona que las pérdidas griegas fueron de 200 y para los cartagineses de 1.000 a 6.000.